# هالشام
هالشام (به انگلیسی: Halsham) یک روستا و محله مدنی در بریتانیا است که در East Riding of Yorkshire واقع شده‌است. هالشام ۲۵۵ نفر جمعیت دارد.